# Classificazione degli stadi UEFA
La classificazione degli stadi UEFA è il metodo di classificazione degli stadi calcistici europei usato dalla UEFA, che dà agli impianti un vario livello di giudizio a seconda delle loro caratteristiche.

## Classificazione
Gli stadi vengono suddivisi in quattro categorie, numerate da 1 a 4 in ordine crescente di qualità. La categoria 4 in precedenza era denominata Elite ed ha sostituito nel 2006 le precedenti classificazioni a 4 e 5 stelle. Le finali dei campionati europei di calcio per nazionali e delle due più importanti competizioni UEFA per club, la UEFA Champions League e la UEFA Europa League, possono essere ospitate solamente negli stadi di categoria 4; inoltre, stando alle dichiarazioni dell'ex presidente UEFA Michel Platini, per le finali di UEFA Champions League si cerca di scegliere impianti con una capacità di almeno 70 000 spettatori per ridurre il rischio di problemi di sicurezza – come capitato quando lo stesso Platini giocò e vinse con la Juventus la finale della Coppa dei Campioni 1984-1985, durante la quale avvenne la strage dell'Heysel.

## Differenze principali fra le categorie
| Criteri                                                   | Categoria 1                                                 | Categoria 2                                                 | Categoria 3                                   | Categoria 4                                       |
| --------------------------------------------------------- | ----------------------------------------------------------- | ----------------------------------------------------------- | --------------------------------------------- | ------------------------------------------------- |
| Campo di gioco                                            | lunghezza compresa tra 100 e 105 m, larghezza fra 64 e 68 m | lunghezza compresa tra 100 e 105 m, larghezza fra 64 e 68 m | lunghezza di 105 m, larghezza di 68 m         | lunghezza di 105 m, larghezza di 68 m             |
| Grandezza minima dello spogliatoio arbitrale              | non prevista                                                | non prevista                                                | 20 m²                                         | 20 m²                                             |
| Indice di illuminazione del terreno di gioco              | sufficiente per la trasmissione televisiva                  | 800 lux, in direzione delle telecamere fisse                | 1400 lux, in direzione delle telecamere fisse | 1400 lux, in tutte le direzioni                   |
| Parcheggi riservati a VIP ed autorità                     | 10                                                          | 50                                                          | 100                                           | 150                                               |
| Possibilità di posti in piedi per gli spettatori          | sì                                                          | no                                                          | no                                            | no                                                |
| Capacità minima di posti a sedere                         | 200                                                         | 1 500                                                       | 4 500                                         | 8 000                                             |
| Capacità minima totale di posti per le autorità           | 50                                                          | 100                                                         | 250                                           | 500                                               |
| Posti a sedere per le autorità della squadra ospite       | 10                                                          | 20                                                          | 50                                            | 100                                               |
| Area hospitality per autorità                             |                                                             |                                                             |                                               | 400 m²                                            |
| Capacità minima area stampa                               | 50 m²                                                       | 100 m² per 50 persone                                       | 100 m² per 50 persone                         | 200 m² per 75 persone                             |
| Numero minimo di fotografi                                |                                                             |                                                             | 15                                            | 25                                                |
| Numero minimo di piattaforme per le telecamere fisse      | 4 m² per almeno una telecamera                              | 6 m² per 2 telecamere                                       | 6 m² per 2 telecamere                         | 10 m² per 4 telecamere                            |
| Numero minimo di posti a sedere in tribuna stampa         | 20, 5 con scrivanie                                         | 20, 10 con scrivanie                                        | 50, 25 con scrivanie                          | 100, 50 con scrivanie                             |
| Numero minimo di postazioni di commento                   | 2                                                           | 3                                                           | 5                                             | 25                                                |
| Numero minimo di studi televisivi                         | un locale che può essere convertito a studio                | 1                                                           | 2                                             | 2, di cui almeno 1 con vista sul terreno di gioco |
| Numero minimo di postazioni per interviste post-gara      |                                                             |                                                             |                                               | 4                                                 |
| Spazio minimo per il parcheggio esterno dei pullman-regia | 100 m²                                                      | 200 m²                                                      | 200 m²                                        | 1 000 m²                                          |
| Numero minimo di posti a sedere in sala stampa            | 1                                                           | 30                                                          | 50                                            | 75                                                |